# Монте Грутас (Каљари)
Монте Грутас је насеље у Италији у округу Каљари, региону Сардинија.
Према процени из 2011. у насељу је живело 20 становника. Насеље се налази на надморској висини од 86 м.